# Thali García
Thali Alejandra García Arce ou simplesmente Thali García (Hermosillo, 14 de março de 1990) é uma atriz mexicana. Cresceu em Hermosillo, Sonora. Aos 17 anos, ela se mudou de Hermosillo para a Cidade do México. Na Cidade do México foi uma apresentadora de Nickers, um programa de televisão especialmente para os espectadores de 8 a 15 anos, transmitido pela Nickelodeon América Latina.

## Filmografia
Thali García teve papéis em várias séries de televisão para os jovens, tais como:
- 2008-2009: Maribel na telenovela Secretos del Alma[4]
- 2011: Regina Córdoba  na telenovela Bienvenida realidad[5]
- 2012-2013: Eva Sotomayor na telenovela Rosa Diamante filmada no Mexico pela Telemundo Television Studios, uma divisão da NBCUniversal[6]
- 2013: Sandra Riveroli na telenovela 11-11 En mi Cuadra Nada Cuadra da Nickelodeon América Latina[7]
- 2016: Maria del Angeles em Silvana sin lana